# 秦翰
秦翰（952年—1015年），字仲文，镇州获鹿县人，北宋初期宦官、將領。
13岁作为黄门，和契丹作战以善战著称。为瀛州驻泊，真定、定州、高阳关三路排阵都监。追斩契丹人数万，为川峡两路招安巡检使，镇压王均。回朝为内园使。出为真定、定州、高阳关前阵钤辖，击败契丹军二万，俘虏大将十五人。深击康奴族，袭杀章埋军主。澶渊之战，他负责管勾大阵，契丹请和，他留守澶州。回京，加宫苑使、入内都知。从宋真宗祀汾阴、亳州，在内庭暴卒，年六十四岁。前后战斗，身受四十九伤，得众心。

## 延伸阅读
[在维基数据编辑]
 《宋史·卷466》，出自脱脱《宋史》